# Dragoș Bucur
Dragoș Bucur (ur. 13 czerwca 1977 w Bukareszcie) – rumuński aktor filmowy, teatralny i telewizyjny, również prezenter telewizyjny. 
Międzynarodowe uznanie zyskał dzięki rolom w filmach tzw. "rumuńskiej nowej fali", m.in. w Śmierci pana Lăzărescu (2005) Cristiego Puiu, Papier będzie niebieski (2006) i Wtorek, po świętach (2010) Radu Munteana. Za role w filmach Boogie (2008) Munteana i Policjant, przymiotnik (2009) Corneliu Porumboiu otrzymał Nagrodę Gopo dla najlepszego rumuńskiego aktora roku.
Prywatnie mąż popularnej rumuńskiej piosenkarki Dany Nălbaru, z którą ma córkę Sofię (ur. 2007). W marcu 2010 został współzałożycielem prywatnej szkoły aktorskiej Actoriedefilm.ro.